# Цар-зілля південноєвропейське
Цар-зілля південноєвропейське, дельфіній Палласа як Delphinium pallasii (Delphinium fissum) — вид рослин з родини жовтецевих (Ranunculaceae), поширений у південній частині Європи й у західній Азії.

## Опис
Багаторічна рослина 50–60 см. Стебло б.-м. округле. Усі стеблові листки б.-м. довго-черешкові. Чашолистки на верхівці тупі. Безволоса або волосиста рослина. Яскраво-сині квіти, у довгих китицях.

## Поширення
Поширений у південній частині Європи й у західній Азії.
В Україні вид зростає у лісах, на узліссях, кам'янистих схилах — у Криму.

## Використання
Декоративна отруйна рослина.